# Pierre Guiraud
Pierre Guiraud (* 26. September 1912 in Sfax; † 2. Februar 1983 in Paris) war ein französischer Sprachwissenschaftler, Romanist, Lexikologe und Etymologe.

## Leben und Werk
Guiraud studierte in Montpellier und habilitierte sich 1952 in Paris mit einer Thèse über Langage et versification d’après l’oeuvre de Paul Valéry, in der er mit sprachstatistischen Mitteln arbeitete. Nachdem er schon vorher vorwiegend im Ausland (Rumänien, Ungarn, Tschechoslowakei, Wales) gewirkt hatte, wurde er nun zuerst auf eine Professur für Romanische Sprachen an der Universität Groningen berufen, dann 1963 auf einen Lehrstuhl für Allgemeine Sprachwissenschaft der Universität Nizza. Gleichzeitig lehrte er in Bloomington und Vancouver. Guiraud entfaltete eine reiche Publikationstätigkeit in den Bereichen literaturbezogene Sprachstatistik und Stilistik, Strukturgeschichte des französischen Wortschatzes, Etymologie, Sexualwortschatz. Ferner schrieb er 19 Lehrbücher zu allen Disziplinen der Linguistik in der berühmten Reihe Que sais-je? der Presses Universitaires de France. Schüler und Freunde widmeten ihm 1985 die Gedenkschrift Hommage à Pierre Guiraud (Hrsg. Charles P. Bouton, Etienne Brunet und Pierre-Jean Calvet).

## Weitere Werke
- Les caractères statistiques du vocabulaire, Paris 1954
- Index des mots des Cinq Grandes Odes de Paul Claudel, Paris 1954
- Bibliographie critique de la statistique linguistique, Utrecht 1954
- Structures étymologiques du lexique français, Paris 1967; 1986
- Le jargon de Villon, Paris 1968
- Le « Testament » de Villon, Paris 1970
- Essais de stylistique, Paris 1970; 1980
- Sémiologie de la sexualité, Paris 1978
- Dictionnaire historique, stylistique, rhétorique, étymologique de la littérature érotique, Paris 1978; 1993 und 2006 unter dem Titel Dictionnaire érotique, Paris
- Histoire et structure du lexique français, Paris 1982
- Dictionnaire des étymologies obscures, Paris 1982; 1994; 2006